# Kostel svatého Ignáce z Loyoly (Jihlava)
Kostel svatého Ignáce z Loyoly v Jihlavě je římskokatolický děkanský kostel v Jihlavě. Barokní kostel a komplex přilehlých budov někdejší jezuitské koleje, gymnázia a semináře sv. Michala z první poloviny 17. století se nachází v centru Jihlavy, na severovýchodním rohu Masarykova náměstí. Do roku 1994 byl v kostele nacházel Přemyslovský krucifix, ten však byl po restaurování přemístěn do prostor Strahovského kláštera v Praze. Cenný hodinový stroj věžních hodin pochází z roku 1636. Varhany postavil roku 1732 jezuitský bratr laik Tomáš Schwarz.

## Historie

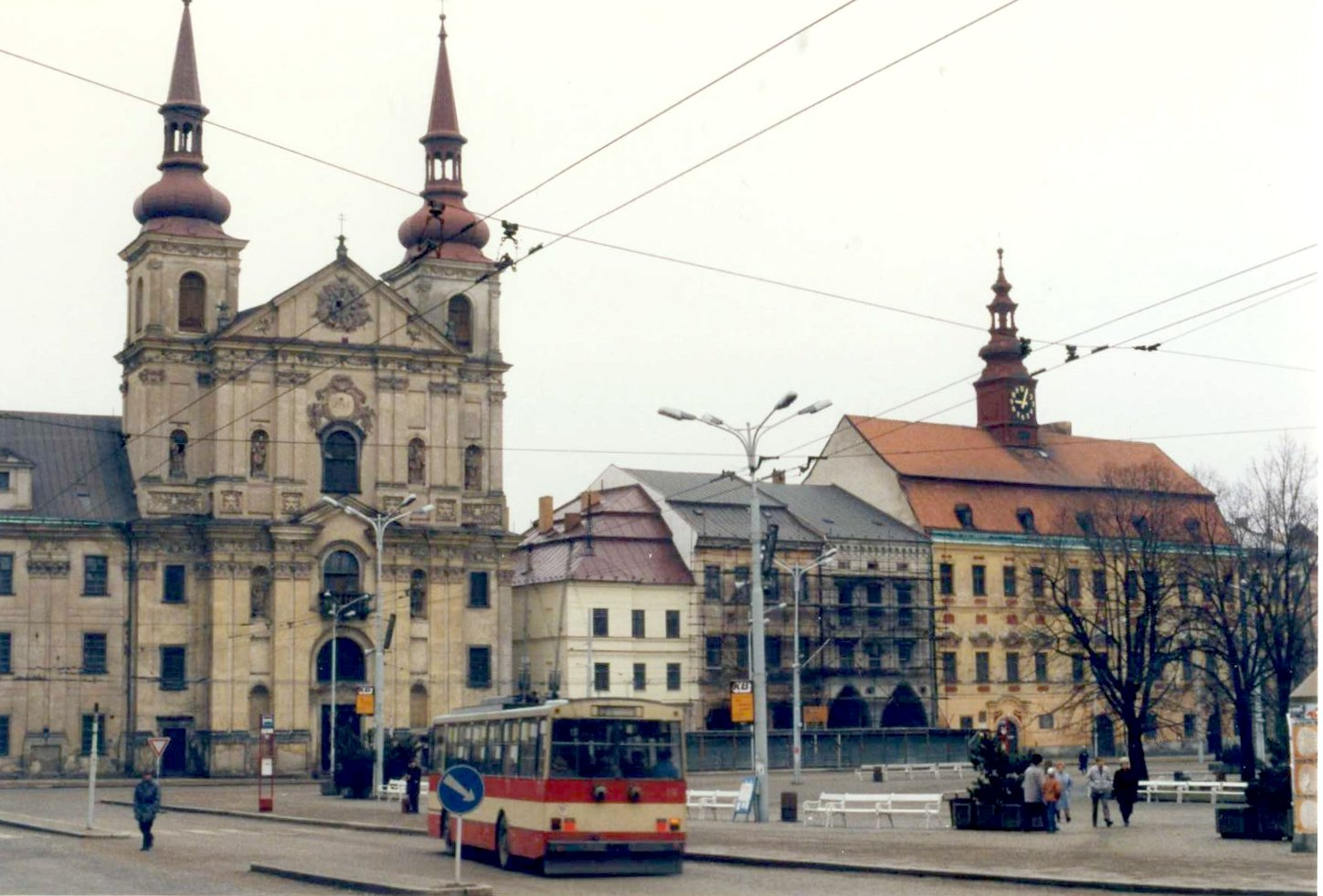
Kostel sv. Ignáce na snímku z roku 1992

Kostel zasvěcený svatému Ignáci z Loyoly vznikl původně v jihlavském hostinci Samuela Štubika na Hluboké ulici, a to především z důvodů švédské okupace, neboť jezuité v té době neměli dostatek prostředků na vlastní kostel. V době kolem roku 1670 však již budova byla zchátralá a nevhodná pro konání bohoslužeb, proto se jezuité rozhodli pro výstavbu nového kostela. 
Výstavba nového kostela pod vedením italského stavitele Jacopa Brascha, který měl vypracovat projekt a provést stavbu základů kněžiště a sakristie ve vlastní režii, byla zahájena v letech 1683–1689. Stavba byla financována lékařem a jihlavským měšťanem Petrem Šmilauerem. Kostel byl vysvěcen roku 1740.
Autorem rozměrné nástropní fresky je Karel František Tepper (1717), ilusivní oltář je dílem Adama Lauterera, Josefa Kramolina a Františka Moldingera, obraz sv. Apollonie namaloval František Österreicher.
Průčelí chrámu zdobí plastiky světců. V horní řadě zleva to jsou sv. Alois, sv. Ignác z Loyoly, sv. František Xaverský a sv. Stanislav Kostka, v prostřední řadě sv. Josef a sv. Jan Křtitel, v dolní řadě pak sv. Petr a sv. Pavel, mezi nimi pod balkonem je soška Panny Marie. 
Cenné věžní hodiny byly na štít fasády instalovány na začátku 19. století. Jejich unikátní hodinový stroj pochází z roku 1636. Za válek byly zrekvírovány všechny původní zvony. V současnosti má kostel tři odbíjecí cimbály, darované kostelu roku 2021.